# Metrologie BFM 186
Metrologie BFM 186 (BFM 186) је кућни рачунар, производ фирме Metrologie који је почео да се израђује у Француској током 1983. године.
Користио је Intel 8086 као централни микропроцесор а RAM меморија рачунара BFM 186 је имала капацитет од 256 KB (до 1016 KB (?)). 
Као оперативни систем кориштен је MS DOS или CP/M 86.

## Детаљни подаци
Детаљнији подаци о рачунару BFM 186 су дати у табели испод.
|                       |                                          |
| [ 1 ]                 |                                          |
| Произвођач            |                                          |
| Тип                   | кућни рачунар                            |
| Меморија              | 256 (до 1016 (?))                        |
| Поријекло             | Француска                                |
| Година                | 1983                                     |
| Тастатура             |                                          |
| Процесор              | 8086                                     |
| Фреквенција процесора | 8                                        |
| RAM                   | 256 (до 1016 (?))                        |
| ROM                   | непознато                                |
| Текст                 | 80 x 24                                  |
| Графика               | 960 x 625                                |
| Боја                  |                                          |
| Звук                  | један канал, уграђени звучник            |
| Димензије             | 29 (ширина) x 31 (дубина) x 6 (висина) . |
| Портови               |                                          |
| Оперативни систем     |                                          |